# Epomophorus angolensis
Epomophorus angolensis је врста сисара из реда слепих мишева и породице велики љиљци.

## Распрострањење
Врста има станиште у Анголи и Намибији.

## Станиште
Станишта врсте су шуме, травна вегетација и речни екосистеми.

## Угроженост
Ова врста је на нижем степену опасности од изумирања, и сматра се скоро угроженим таксоном.